# Capelopterum zetes
Capelopterum zetes är en insektsart som beskrevs av Ronald Gordon Fennah 1950. Capelopterum zetes ingår i släktet Capelopterum och familjen sköldstritar. Inga underarter finns listade i Catalogue of Life.